# Forças Armadas da Guiana
A Guyana Defence Force (GDF) é o serviço militar da Guiana.

## História
O GDF foi formado em 1º de novembro de 1965. Os membros da nova Força de Defesa foram recrutados pela Força Voluntária da Guiana Britânica (BGVF), Unidade de Serviço Especial (SSU), Força Policial da Guiana Britânica (BGPF) e civis. A assistência de treinamento foi fornecida por instrutores britânicos .
Em janeiro de 1969, a GDF enfrentou seu primeiro teste quando a Rebelião de Rupununi, um sangrento movimento separatista no sul da Guiana, tentou anexar o território à Venezuela que estava contido três dias depois com um saldo entre 70 e 100 mortos.
O GDF é parte integrante da nação Guiana. Recursos e equipamentos do GDF são usados para ajudar outros guianenses; exemplos incluem voos de misericórdia médica e a construção de estradas e pistas de pouso pelo Corpo de Engenharia.
O alistamento na força é voluntário para oficiais e soldados. O treinamento básico é realizado nas escolas de treinamento da GDF, que também treinou oficiais e soldados dos territórios do Caribe da Commonwealth. No entanto, os oficiais são treinados em duas das escolas de treinamento de oficiais britânicas de renome mundial: Royal Military Academy Sandhurst (treinamento de infantaria) e Britannia Royal Naval College (treinamento da guarda costeira).
O treinamento e as habilidades adquiridas pelos membros do GDF foram usados quando eles se mudam para a vida civil ou para organizações militares irmãs, a Milícia Popular da Guiana (agora a Reserva do Segundo Batalhão de Infantaria do Grupo) e o Serviço Nacional da Guiana.